# Anna-Lena Freese
Anna-Lena Freese (* 21. Januar 1994 in Delmenhorst) ist eine deutsche Leichtathletin, die sich auf den Sprint spezialisiert hat.

## Berufsweg
2011 und 2012 war Freese Eliteschülerin des Sports Hannover. Nach erfolgreich abgeschlossenem Sportinternat machte sie ab September 2015 ein Freiwilliges Jahr beim Olympiastützpunkt Niedersachsen, um danach eine von ihrem Sponsor ermöglichte Ausbildung zu beginnen.

## Sportliche Karriere
Als Kind war Freese vier Jahre lang im Judo aktiv, erwarb sogar den grünen Gürtel. Aber an der Leichtathletik fand sie mehr Gefallen und freute sich ein ganzes Jahr auf die Bundesjugendspiele. Mit neun Jahren startete Freese in ihrem Dorfverein. Die Wurf- und Sprung-Disziplinen lagen ihr nicht, Sprinten machte ihr Spaß. Im Schülertraining des LC Hansa Stuhr genoss sie eine leichtathletische Grundausbildung.
2009 lag Freese in der DLV-Bestenliste bei den 100-Meter-Läuferinnen schon auf Platz vier, im Vorjahr noch auf der elften Position. Mit 16 Jahren konnte Freese ins Sportinternat nach Hannover, und für sie wurde über die Initiative Leistungssport Hannover 08 GmbH (ILS 08) ein Sponsorenpaket geschnürt.
2011 lief sie mit der 4-mal-100-Meter-Staffel Europarekord und wurde U20-Europameisterin.
Freese hatte aber immer wieder mit Verletzungen zu kämpfen. Das kostete sie die Teilnahme an den Weltmeisterschaften 2013 in Moskau, für die sie als jüngste Athletin nominiert worden war, und die an den Europameisterschaften 2014 in Zürich 2014. Zwei Jahre lang musste sie immer wieder pausieren.
2015 war Freeses bislang erfolgreichstes Jahr. Sie erzielte neue persönliche Bestleistungen über 60, 100 und 200 Meter. Bei den U23-Europameisterschaften in Tallinn wurde sie Vizeeuropameisterin über 200 Meter und Europameisterin mit der Staffel. Bei den Deutschen Meisterschaften in Nürnberg holte sie Silber über 200 Meter und Bronze auf 100 Meter. Ihren ersten Einsatz in der A-Nationalmannschaft hatte sie bei den Weltmeisterschaften in Peking.
2016 musste Freese wegen Oberschenkelproblemen die Saison Anfang Juni beenden.
War sie das Jahr zuvor wegen einer Grippe ans Bett gefesselt, konnte sie 2018 bei den Deutschen Hallenmeisterschaften antreten und belegte über 60 Meter den 6. Platz.
Freese tritt für den VfB Stuttgart an und trainiert am Olympiastützpunkt Stuttgart.

## Erfolge
national
- 2010: 3. Platz Jugendhallenmeisterschaften (200 m)
- 2011: Deutsche U18-Meisterin (200 m)
- 2011: Deutsche U20-Hallenmeisterin (200 m)
- 2013: Deutsche U23-Meisterin (100 m)
- 2013: Deutsche U20-Hallenvizemeisterin (200 m)
- 2015: 3. Platz Deutsche U23-Meisterschaften (200 m)
- 2015: Deutsche Vizemeisterin (200 m)
- 2015: 3. Platz Deutsche Meisterschaften (100 m)
- 2018: 6. Platz Deutsche Hallenmeisterschaften (60 m)

international
- 2011: 6. Platz U18-Weltmeisterschaften (200 m)
- 2011: U20-Europameisterin (4 × 100 m) (ER)
- 2012: Teilnahme U20-Weltmeisterschaften (200 m)
- 2013: 4. Platz U20-Europameisterschaften (200 m)
- 2015: U23-Vizeeuropameisterin (200 m)
- 2015: U23-Europameisterin (4 × 100 m)

## Ehrungen
2015 als „Nachwuchssportlerin des Jahres“ von der Sportjugend Niedersachsen ausgezeichnet
2017 Niedersächsische Sportmedaille erhalten